# 아스타나 경전철
아스타나 경전철은 인구 1,000,000명 이상의 수도인 카자흐스탄의 아스타나에 건설 중인 라이트 레일 도시철도 시스템이다.

## 역사
건설은 대략 알마티 지하철과 비슷한 시기인 2010년경에 완료되었어야 했다. 그러나 완공은 여러 차례 연기되었으며, 2011년에는 2017년 세계 박람회에 맞춰 완공될 예정이었다. 2017년 10월 현재 1단계는 2019년 12월에 개통될 예정이었다. 프로젝트 당국인 아스타나 LRT LLP는 2015년 5월 7일 중국철도유한공사의 자회사인 중국철도국제그룹과 베이징 국유자산관리회사(Beijing State-Owned Assets Management Co) 컨소시엄과 수도 경전철 프로젝트 1단계 건설 계약을 체결했다. 건설은 2017년 5월에 시작되었다.
경전철은 전 대통령 누르술탄 나자르바예프의 카자흐스탄을 경제 대국으로 변모시키기 위한 카자흐스탄 2030 경제 계획의 일환이다.
제안된 시스템의 비디오 렌더링은 도로에 인접한 고가교에 건설된 노선과 도시의 기상이변으로부터 승객을 보호하기 위한 난방 및 환기 시스템을 갖춘 밀폐된 역을 보여준다.
이 프로젝트를 건설하던 중국 회사는 2019년 초 파산했다. 시청은 무기한 중단을 명령했다. 그 이후로, 반쯤 지어진 프로젝트의 잔해는 국내 부패의 상징이 되었다.
2023년 현재 건설이 다시 시작되었으며 LRT는 2024-2025년까지 개통될 예정이다. 2024년에는 LRT가 2025년에 개통될 예정이라는 사실이 명확해졌다. 아스타나 LRT는 지상 및 고가 역사를 특징으로 하며, 총 길이 22.4킬로미터에 걸쳐 18개 역이 있다. 또한 각각 652명의 승객을 수송할 수 있는 19대의 차량을 도입할 예정이다.

## 1호선
21.5 킬로미터 (13.4 mi)의 남북 노선은 누르술탄 나자르바예프 국제공항과 아스타나 누를리 졸 철도역을 도시 중심부의 현대적인 "왼쪽 강변" 지역을 통해 연결할 것이다. 이 노선은 11개의 정류장과 1개의 차량기지를 갖게 된다. 하루 146,000명의 수송 능력이 예상된다.

## 추가 단계
원래 계획은 도시의 다른 지역을 연결하는 추가 단계를 보여준다.

## 같이 보기
- 알마티 지하철
- 도시철도 시스템 목록